# Bugulmsko-belebejská vrchovina
Bugulmsko-belebejská vrchovina (rusky Бугульми́нско-Белебе́евская возвы́шенность – Bugulminsko-Belebejevskaja vozvyšennosť) je vrchovina ve východní části Východoevropské roviny, v Ruské federaci, kde zasahuje do Tatarstánu. Baškortostánu, Samarské oblasti a Orenburské oblasti. Je vymezena řekami Volhou, Kamou a Belajou. Je pojmenováno po městech Bugulmě a Belebeji, další významná města v ní jsou Almeťjevsk a Leninogorsk v Tatarstánu, Okťabrskij a Tujmazy v Baškortostánu a Buguruslan v Orenburské oblasti.
Od jihu k severu má délku přibližně 350 kilometrů a od východu k západu přibližně 250 kilometrů. Nejvyšší bod má přibližně 420 metrů nad mořem. Vrchovina je tvořena především vápencem, pískovcem a jílovcem.
Je zde řada ropných nalezišť, zejména Tujmazské ropné ložisko, Škapovské ropné ložisko a Romaškinské ropné ložisko.
V Bugulmsko-belebejské vrchovině teče řada přítoků Volhy, Kamy a Belaje, od jihozápadu po směru hodinových ručiček jsou to například: Velký Kiněl (přítok Samary), Sok s Kondurčou, Velký Čeremšan, Šešma, Ik, Sjuň a Ďoma.